# Cerasinops
Cerasinops là một chi khủng long, được Chinnery & Horner mô tả khoa học năm 2007.